# Maurits Coornaert
Maurits Coornaert (Heist-aan-Zee, 7 oktober 1920 - Brugge, 10 mei 1993) was een Belgisch historicus, specialist van de Zwinstreek en de streek ten noorden van Brugge. Zijn studies leverden een opmerkelijke bijdrage tot de kennis hiervan.

## Levensloop
Coornaert werd in een landbouwersgezin geboren, studeerde klassieke filologie aan de Katholieke Universiteit Leuven, en werd leraar klassieke talen aan het Onze-Lieve-Vrouwe-Instituut in Waregem.
Naast zijn belangstelling voor talen, ging zijn bijzondere interesse naar de historische geografie van de streek ten Noorden van Brugge, meer bepaald ook de Zwinstreek.
Hij interesseerde zich aan en publiceerde over de topografische structuur van de polderdorpen, de oude toponiemen in het poldergebied, de wateringen en de hydrografie. Hierover schreef hij verschillende boeken en talrijke artikels in Rond de Poldertorens, Biekorf en het Brugs Ommeland.
Coornaert was:
- bestuurslid van de Heemkundige Kring Sint-Guthago,
- lid van de Nederlandse Vereniging voor Waterstaatsgeschiedenis.

## Publicaties
- Koudekerke-Heist, de topografie en de toponymie van Heist-aan-Zee tot omstreeks 1900, 1965.
- De Topografie, de Geschiedenis en de Toponymie van Uitkerke en Sint-Jan-op-de-Dijk tot omstreeks 1900, Heist, 1967.
- De topografie, de geschiedenis en de toponymie van St.-Pieters-op-de-Dijk tot 1899, met een studie over de waterwegen, 1972.
- Knokke en het Zwin, met een studie over de Zwindelta, 1974.
- Heist en de Eiesluis, met een studie over de middeleeuwse visserij, 1976.
- Westkapelle en Ramskapelle, met een studie over de Brugse Tegelrie, 1981.
- Dudzele en Sint-Lenaart. De geschiedenis, de topografie en de toponymie van Dudzele tot omstreeks 1914, met een studie over de Sint-Lenaartommegang en het middeleeuwse tienderecht, Dudzele, 1985.